# Eckart Moltrecht
Eckart Karl Wolfgang Moltrecht (* um 1939) ist ein deutscher Sachbuchautor und Funkamateur. Sein Amateurfunkrufzeichen lautet DJ4UF.
Zum Thema Amateurfunkdienst und Funktechnik hat er zahlreiche Lehrbücher verfasst, die in immer neuen Auflagen kontinuierlich weiter verbessert und erweitert werden. Seine Amateurfunk-Lehrgänge zur Technik, Amateurfunkbetriebstechnik und den Vorschriften im Amateurfunk haben Generationen von Funkliebhabern bei der Vorbereitung zu einer erfolgreichen Prüfung gedient, die so mit seiner Hilfe das Amateurfunkzeugnis erlangen konnten.

## Leben

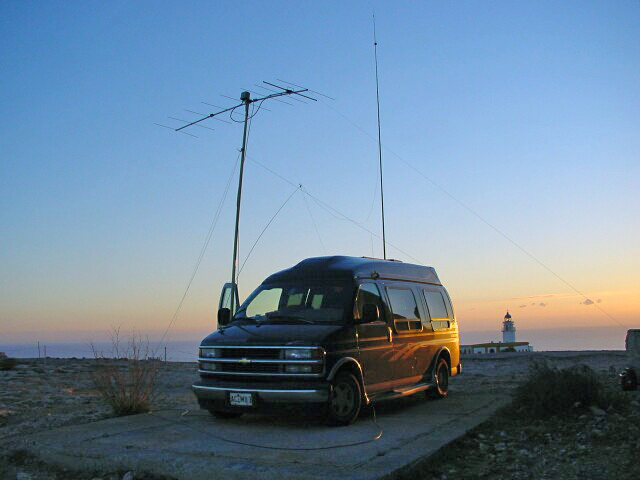
Mit seiner mobilen Amateurfunkstelle betreibt er auch gerne Meteorscatter im 2-Meter-Band bei 144 MHz (2003)

Eckart Moltrecht wuchs in Norddeutschland auf und ging in Lübeck zur Schule. Schon zu dieser Zeit, um 1956, interessierte den damals siebzehnjährigen Gymnasialschüler die Funktechnik. Er zerlegte alte Radios und baute aus den so gewonnenen Komponenten Kurzwellenempfänger. Auch erlernte er bereits in jungen Jahren den Morsecode und konnte so bald erste DX-Stationen hören und identifizieren. Bereits ein Jahr später, mit 18 Jahren, legte er bei der Oberpostdirektion (OPD) in Hamburg erfolgreich seine Amateurfunkprüfung ab. Nun durfte er nicht nur Empfänger, sondern auch Sender selbst bauen und damit auf Sendung gehen, was er ab 1960 tat.
Er studierte Nachrichtentechnik an der RWTH Aachen und wurde Diplom-Ingenieur (Dipl.-Ing.). Teil seiner Diplomarbeit war der Bau eines HF-Verstärkers. Zwei Jahre später unterrichtete er an einer Berufsbildenden Schule angehende Radio- und Fernsehtechniker. Auch gründete er dort einen Funkklub (DLØBAC), wo er viele junge Leute zum Amateurfunk führte.
In den 1970er Jahren begann er, regelmäßig Artikel zum Thema Amateurfunk-Lehrgang zu verfassen, die zuerst in der Zeitschrift QRV Amateur Radio erschienen. Daraus entstand etwas später eine erste Buchreihe, die „gelbe Serie“. Diese entwickelte sich in den nächsten Jahrzehnten weiter bis hin zu seinen aktuellen Büchern.
Darüber hinaus war Eckart Moltrecht elf Jahre lang Vorsitzender (OVV) des Ortsverbandes GØ1 des Deutschen Amateur-Radio-Clubs (DARC) in Aachen.

## Ehrungen

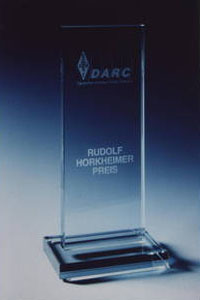
Der nach dem deutschen Funkpionier Rudolf Horkheimer benannte Preis des DARC

Für seine Leistungen und Aktivitäten bezüglich Ausbildung erhielt er zahlreiche Ehrungen, darunter:
- Die Goldene Ehrennadel des Distrikts Köln-Aachen,
- den Holzhammer von G22,
- die DARC-Ehrennadel und
- den Horkheimer-Preis.

## Schriften (Auswahl)
- Amateurfunk-Lehrgang – Technik für das Amateurfunkzeugnis Klasse A, vth 2012, ISBN 978-3-88180-389-2.
- Amateurfunk-Lehrgang – Betriebstechnik und Vorschriften für das Amateurfunkzeugnis, 2013, ISBN 978-3-88180-803-3.
- Amateurfunk-Lehrgang – Technik für das Amateurfunkzeugnis Klasse E, vth 2016, ISBN 978-3-88180-364-9.